# 自己同型
数学において自己同型（じこどうけい、英: automorphism）とは、数学的対象から自分自身への同型射のことを言う。ある解釈においては、構造を保ちながら対象をそれ自身へと写像する方法のことで、その対象の対称性を表わしていると言える。対象の全ての自己同型の集合は群を成し、自己同型群(automorphism group)と呼ばれる。大まかにいえば、自己同型は、対象の対称群である。

## 定義
自己同型の正確な定義は「数学的対象」の種類や、その対象上の「同型射」の定義によって変化する。「自己同型」という言葉が意味を持つ最も一般性の高い領域は圏論と呼ばれる数学の抽象的な分野である。圏は、抽象的な対象(object)とそれらの対象の間の射(morphism)を扱う。圏論においては、（圏論的な意味で）同型でもあるような自己準同型（つまり、対象から対象自身への射である）である。
圏論では、射は函数である必要もないし、対象は集合である必要もないので、この定義は非常に抽象的な定義である。しかし、より具体的な設定では、対象はある加法構造を持つであろうし、射はこの構造を保つであろう。
抽象代数学の文脈では、「数学的対象」とは例えば、群、環、ベクトル空間といった代数的構造である。この場合は、同型は単に全単射な準同型である。（準同型の定義は代数構造の種類に依存する、例えば、群準同型、環準同型、線型作用素を参照。）
恒等射は自明な自己同型(trivial automorphism)と呼ばれることもある。他の（恒等射ではない）自己同型は非自明な自己同型(nontrivial automorphisms)と呼ばれる。

## 自己同型群
対象 X の自己同型全体が（真のクラスではなく）集合をなす場合、この集合は写像の合成の下に群をなす。この群を X の自己同型群と呼ぶ。これが群をなすことは、以下のことから簡単に確認できる。
- 閉性(Closure)：2つの自己準同型の合成は再び自己準同型となる。
- 結合法則(Associativity)： 射の合成は常に結合的である。
- 単位元(Identity)： 対象からそれ自身への恒等写像は単位元となる。
- 逆元(Inverses)： 定義より、全ての同型は逆写像を持つ。その逆写像も同型であり、また自己準同型でもあるため、それは自己同型となる。

圏 C の対象 X の自己同型群は、AutC(X) あるいは、圏が前後関係より明らかな場合は、単に Aut(X) と書く。

## 例
- 集合論では、集合 X 上の任意の置換は、自己同型である。X の自己同型群は、X の対称群とも呼ばれる。
- 初等的な算術（英語版）(elementary arithmetic)では、整数の集合 Z は加法の下で群とみることができ、符号の反転が唯一の非自明な自己同型となる。しかし、環と考えた場合は自明な自己同型しか持たない。一般的に、符号反転は任意のアーベル群上の自己同型になるが、環や体ではそうならない。
- 群の自己同型は、群からそれ自身への群同型である。非公式に言うと、構造を変化させない群上の置換である。すべての群 G に対して、像は内部自己同型(inner automorphism)の群 Inn(G) となり、核が G の中心となるような、自然な作用をもつ準同型 G → Aut(G) が存在する。従って、G が自明な中心を持つならば、G を G 自身の自己同型群に埋め込むことができる。[1]

- 線型代数では、ベクトル空間 V の自己準同型が、線型変換 V → V である。自己同型は V 上の可逆な線型変換のことである。ベクトル空間が有限次元のとき、V の自己同型群は一般線型群 GL(V) と同じになる。
- 体の自己同型は、体から自分自身への全単射な環準同型である。有理数 Q と実数 R の場合には、非自明な体自己同型は存在しない。R が非自明な体自己同型を持つとすると、R の全体への拡大ができない（なぜならば、R は平方根を持つ数の性質を保たなくなるからであるからである）。複素数 C の場合は、R を R の中へ移す非自明な自己同型は複素共役ただ一つである。しかし、（選択公理を前提とすると、）無限個（非可算個）の「ワイルド」な自己同型が存在する。[2][3] 体自己同型は体の拡大、特にガロア拡大の理論で重要である。ガロア拡大 L/K の場合には、K を各元ごとに固定する L の自己同型全体の部分群を拡大のガロア群と呼ぶ。
- p-進数の体 Qp は非自明な自己同型を持たない。
- グラフ理論では、グラフの自己同型（英語版）(automorphism of a graph)は、頂点の置換で隣接関係を保つ写像のことを言う。
- 関係性の自己同型については、自己同型を保存する関係（英語版）(relation-preserving automorphism)を参照。
  - 順序理論（英語版）(order theory)については、順序自己同型（英語版）(order automorphism)を参照。
- 幾何学では、自己同型は空間の動き（英語版）(motion)と呼ばれる。下記の特別な意味で使われる。
  - 計量幾何学（英語版）(metric geometry)では、自己同型は、自己等長写像を意味する。自己同型群は等長群（英語版）(isometry group)と呼ばれる。
  - リーマン面のカテゴリでは、自己同型は、あるリーマン面から自分自身への全単射な双正則(biholomorphic)写像をいう（共形写像とも言う）。 例えば、リーマン球面の自己同型はメビウス変換である。
  - 微分可能多様体 M の自己同型は、M からそれ自身への微分同相写像である。自己同型群は Diff(M) と書く。
  - トポロジーでは、位相空間の間の準同型は、連続写像であり、位相空間の自己同型群は、空間から自分自身への同相群である（同相群（英語版）(homeomorphism group)を参照）。この例は、全単射が同型となることは充分ではないことを示している。

## 歴史
群の自己同型の最初期における例は、1856年にアイルランドの数学者ウィリアム・ローワン・ハミルトンにより与えられた。彼は著書「icosian calculus」の中で、位数 2 の自己同型を発見し、次のように書いている。
従って、{\displaystyle \mu } は 1 の新たな5 乗根であり、先の 5 乗根 {\displaystyle \lambda } と完璧な相互関係で結ばれている。

## 内部自己同型と外部自己同型
ある種の圏、特に群、環、リー代数では、自己同型を「内部自己同型」と「外部自己同型」の 2種類に分けることができる。
群の場合、内部自己同型(inner automorphism)は、その群の元による共役作用である。群 G の各元 a に対し、a による共役とは {\displaystyle \varphi _{a}(g)=aga^{-1}}（もしくは、a−1ga 、使い道により異なる）により与えられる作用 φa : G → G のことである。a による共役が群の自己同型であることは容易に分かる。内部自己同型全体は Aut(G) の正規部分群を成し、これを Inn(G) で表す。これをグルサの補題(Goursat's lemma)という。
これ以外の自己同型を外部自己同型(outer automorphism)と呼ぶ。商群 Aut(G) / Inn(G) を普通、Out(G) で表す。この群の非自明な元は、外部自己同型を含む剰余類である。
a が可逆元であれば、任意の単位元を持つ環や体上の代数においても同様の定義が成り立つ。リー代数に対しては、定義は少し異なる。